# ラファイエット (ルイジアナ州)

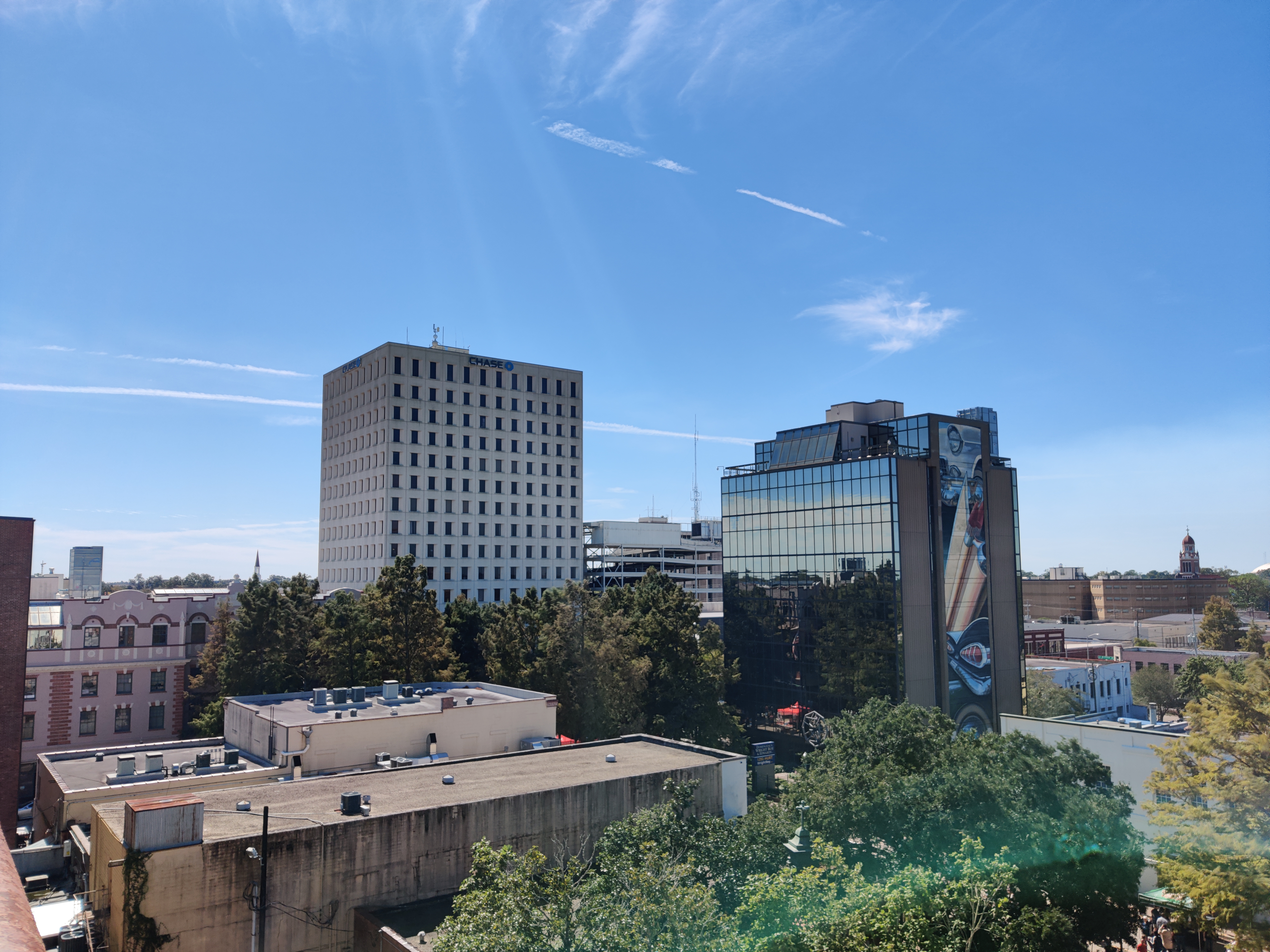
ダウンタウン

ラファイエット（Lafayette, Louisiana）は、アメリカ合衆国ルイジアナ州の都市。ラファイエット郡の郡庁所在地である。人口は12万1374人（2020年）。アケイディアナの中心と見なされ、フレンチカトリック文化が色濃い。

## 地理

ラファイエット郡内の位置

ラファイエットはバーミリオン川（w:Vermilion River）に面している。州間高速道路10号線と49号線が交わる。座標は、北緯30度13分 西経92度2分 / 北緯30.217度 西経92.033度。
アメリカ合衆国統計局によると、この都市は総面積123.5 km2 (47.7 mi2) である。このうち123.3 km2 (47.6 mi2) が陸地で0.2 km2 (0.1 mi2) が水地域である。総面積の0.19%が水地域となっている。

## 教育
- ルイジアナ大学ラファイエット校

## 人口動静
2000年国勢調査で、この都市は人口110,257人、43,506世帯、及び27,104家族が暮らしている。人口密度は894.5人/km2 (2,316.7人/mi2) である。380.2/km2 (984.7/mi2) の平均的な密度に46,865軒の住宅が建っている。この都市の人種的な構成は白人68.23%、アフリカン・アメリカン28.51%、ネイティブ・アメリカン0.25%、アジア1.44%、太平洋諸島系0.02%、その他の人種0.58%、及び混血0.97%である。人口の1.88%はヒスパニックまたはラテン系である。
この都市内の住民は25.1%が18歳未満の未成年、18歳以上24歳以下が13.3%、25歳以上44歳以下が29.5%、45歳以上64歳以下が20.9%、及び65歳以上が11.2%にわたっている。中央値年齢は33歳である。女性100人ごとに対して男性は93.1人である。18歳以上の女性100人ごとに対して男性は90.9人である。
この都市の世帯ごとの平均的な収入は35,996 USドルであり、家族ごとの平均的な収入は47,783 USドルである。男性は37,729 USドルに対して女性は23,606 USドルの平均的な収入がある。この都市の一人当たりの収入 (per capita income) は21,031 USドルである。人口の16.3%及び家族の11.6% は貧困線以下である。全人口のうち18歳未満の18.3%及び65歳以上の14.5%は貧困線以下の生活を送っている。

## 地元出身の有名な人々
- アラン・ジョウバン - 総合格闘家
- ジーン・バッキー - 元プロ野球選手
- ダニエル・コーミエ - 総合格闘家
- ロン・ギドリー - 元ニューヨーク・ヤンキース
- ルーク・モンツ - プロ野球選手(ボストン・レッドソックス傘下)
- w:Walter Davis - triple jump athlete
- w:Jake Delhomme — NFL クオーターバック
- w:Kevin Faulk — NFL ランニングバック
- アルマンド・デュプランティス - 陸上選手